# Wapen van Kruibeke
Het wapen van Kruibeke werd in 1818 per Koninklijk Besluit aan de Oost-Vlaamse gemeente Kruibeke verleend. In 1847 werd het wapen door de Belgische overheid opnieuw verleend. In 1957 vond er een gemeentelijke fusie plaats waarna de gemeente een nieuw wapen toegekend kreeg. Dit wapen is tot op heden nog in gebruik. De vlag van de gemeente is gelijk aan het wapen, de eenhoorn komt echter niet uit de rode baan. De eenhoorn komt uit de witte baan en staat daarmee in de rode baan.

## Blazoeneringen
Doordat de gemeente na de fusie in 1977 een nieuw wapen heeft aangenomen zijn er twee blazoeneringen. De blazoenering van het eerste wapen luidt als volgt:
Van sinopel, beladen met een eenhoorn van zilver.
Dit wapen was geheel groen van kleur met daarop een lopende zilveren eenhoorn. De herkomst van dit wapen is niet bekend.
De blazoenering van het tweede wapen luidt als volgt:
Doorsneden van keel en van zilver. Het schild getopt met een uitkomende eenhoorn van zilver.
Het wapen is horizontaal in twee delen gedeeld, het bovenste is rood en het onderste is zilver. In plaats van een kroon is er op het schild een zilveren eenhoorn geplaatst. De eenhoorn komt uit het schild, waardoor de onderste helft niet zichtbaar is.

## Geschiedenis
De heerlijkheid Kruibeke werd in 1594 door de Italiaan Jacob de Lanfranchi gekocht. De heerlijkheid bleef in het bezit van de familie tot 1795, toen de Zuidelijke Nederlanden door de Eerste Franse Republiek geannexeerd werden, waar het feodalisme afgeschaft was. De familie voerde een wapen gelijk aan dat wat Kruibeke nu voert: doorsneden van keel en zilver. Het familiewapen heeft echter een traliehelm met als helmteken de uitkomende eenhoorn. Het staat afgebeeld op een schilderij van de kruisafneming in de Onze-Lieve-Vrouwekerk.
In 1818 en 1847 werd aan Kruibeke het groene wapen met daarop een zilveren eenhoorn toegekend. De herkomst van dit wapen is niet bekend. Na de fusie in 1977 werd besloten om het oude familiewapen in aangepaste vorm te gebruiken. De traliehelm werd verwijderd en het schild werd met het oude helmteken getopt.